# Бланшетт, Джуд
Джуд Бланшетт (Jude D. Blanchette) — американский китаевед, специалист по китайской политике. Занимает именную кафедру (Freeman Chair) китаеведения Центра стратегических и международных исследований (CSIS), прежде директор Китайского центра экономики и бизнеса в Пекине «The Conference Board», до чего работал в Калифорнийском университете в Сан-Диего. Также является феллоу National Committee on United States–China Relations.

## Биография
Окончил Loyola University Maryland (бакалавр экономики) - и Оксфорд как магистр по современному китаеведению.
Китайский язык изучал в Пекинском технологическом институте.
Являлся адъюнкт-фелло Center for a New American Security. Также являлся спецкором в Китае «Christian Science Monitor», исследовательским ассистентом Cato Institute, именным исследовательским фелло Фонда экономического образования. В 2009 году присоединился к Atlas Network.
Более десяти лет проживает в Китае.
Публиковался в «Foreign Affairs, Foreign Policy, China Economic Quarterly».
Соавтор Ричарда Макгрегора, вместе с которым их называют «ветеранами-аналитиками китайской политики».
Автор книги «China’s New Red Guards: The Return of Radicalism and the Rebirth of Mao Zedong» (Oxford University Press, 2019).